# Sestrinska kromatida
Sestrinska kromatida je pojam kojim označavamo jednu od dviju istovjetnih kopija (kromatida) koje su nastale repliciranjem jednog kromosoma. Dvije su kopije spojene na jednom istom mjestu, pričvrsnici, kojom su spojene u kromosom. Sestrinske kromatide nastaju u sinteznoj podfazi interfaze, kad se repliciraju svi kromosomi u stanici. Dvije sestrinske kromatide se odvoje jedna od druge tijekom mitoze i mejoze II.
Razlika homolognih kromosoma i sestrinskih kromatida sastoji se u tome što su homologni kromosimi dvije različite kopije kromosoma koje nasljeđuju diploidni organizmi poput ljudi, po jedan od svakog roditelja, dok su sestrinske kromatide dvije istovjetne kopije kromosoma.
U staničnoj diobi, kromatin se spiralizira i formiraju se kromosomi koji izgledaju poput dugih niti koje se tijekom procesa skraćuju i debljaju, a po dužini su podijeljeni u dvije sestrinske kromatide sa zajedničkom pričvrsnicom koje se omotavaju jedna oko druge. Kad se raspadnu veze među sestrinskim kromatidama, stanica prelazi u podfazu anafaze. U anafazi se odvajaju sestrinske kromatide u na mjestu pričvrsnice. Proces razdvajanja sestrinskih kromatida vode mikrocjevčice.